# Нах-Туніч
16°16′32″ пн. ш. 89°16′32″ зх. д. / 16.275556° пн. ш. 89.275592° зх. д.

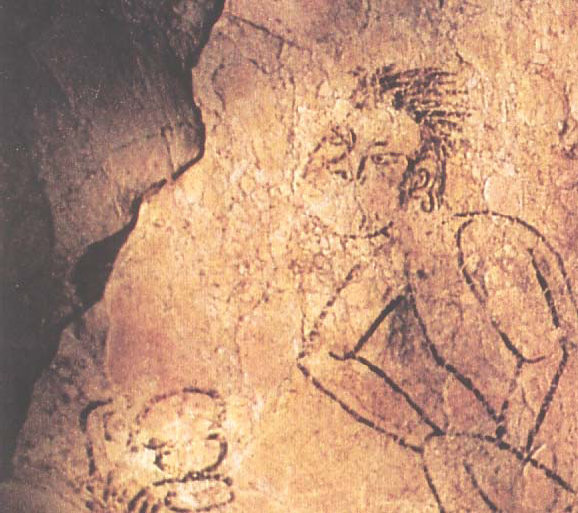
Фрагмент малюнка з Нах-Туніч, який зображує ритуальне кровопускання з члена

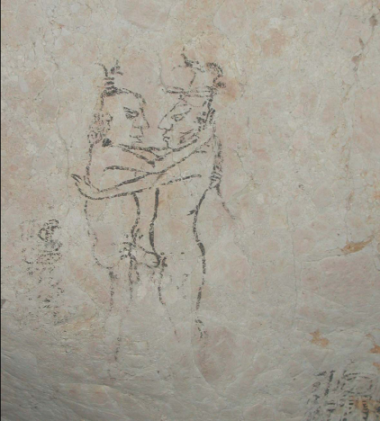
Зображення з Нах-Туніч, що зображує гомоеротичну сцену

Нах-Туніч (Naj Tunich, на мові мая — «кам'яний будинок») — археологічна зона в провінції Петен, Гватемала. Тут представлені зразки наскального мистецтва цивілізації мая, що зображують ритуальні еротичні сцени, в тому числі ритуальне кровопускання з члена та сцени гомосексуальних відносин.